# Albrecht Weber
Albrecht Friedrich Weber (Breslavia, 17 febbraio 1825 – Berlino, 30 novembre 1901) è stato un indologo e storico tedesco.

## Biografia
Studiò a Breslavia, Bonn, e a Berlino, nel 1842-1845, dedicandosi soprattutto alla letteratura e alla filologia sanscrita. Conseguì il dottorato a Breslavia. Nel 1846, visitò l'Inghilterra e la Francia in connessione con i suoi studi. Al suo ritorno in Germania, andò all'Università di Berlino, e nel 1856 divenne professore a contratto di lingua e letteratura indiana. Nel 1867 fu nominato professore ordinario. Fu membro dell'Accademia delle scienze di Berlino  e dell'Accademia delle Scienze di Torino e fu autore di numerosi libri. Era un caro amico di Max Müller.

## Opere
- Indische Studien, 1849–85 (18 vols.)
- Weiße Jadschurveda, London 1849-1859 (3 vols.)
- Schwarze Jadschurveda, Leipzig 1871-1872
- Tscharanawyuha. Übersicht über die Schulen der Vedas, Berlin 1855
- Akademische Vorlesungen über indische Litteraturgeschichte, Berlin, 1852; 2d ed. 1876 (tradotto da Zachariae and Mann, London, 1878)
- Traduzione del drama Mālavikā und Agnimitra, 1856 di Kālidāsa
- Indische Skizzen, Berlin 1857
- Indische Streifen, Berlin 1868-1879 (3 vols.)
- Verzeichnis der Sanskrithandschriften der königlichen Bibliothek zu Berlin, Berlin 1853-1892
- Über das Catrunjaya des Mahâtmyam, Leipzig 1858
- Saptasataka, 1881